# Schwäbisch Gmünd
Schwäbisch Gmünd est une ville située en République fédérale d'Allemagne dans le Land du Bade-Wurtemberg. Cette ville se situe environ à 50 kilomètres à l'Est de Stuttgart. Schwäbisch Gmünd était une ville libre d'empire du XIIIe siècle jusqu'à son annexion par le Wurtemberg en 1802. De 1805 à 1834, cette ville était connue sous le nom de Gmünd. De nos jours, les gens continuent toujours d'appeler cette ville sous ce nom. "Gmünd" est la deuxième ville la plus importante de la région Ostalb.
L'orfèvrerie fait depuis toujours la renommée de la ville ; aujourd'hui encore, elle compte 70 ateliers.

## Géographie

### Généralités
Schwäbisch Gmünd est situé dans la vallée de la Rems, sur les contreforts Est du Jura souabe.

### Division administrative
La ville est divisée en onze quartiers (Stadtteil) ayant chacun un code postal différent mais considérés comme faisant administrativement partie de Schwäbisch Gmünd. La plupart des quartiers sont cependant considérés comme différents villages appartenant à l'agglomération de Gmünd.
Les onze quartiers sont Bargau, Degenfeld, Bettringen, Großdeinbach, Hussenhofen, Herlikofen, Lindach, Rechberg, Rehnenhof-Wetzgau, Straßdorf et Weiler.

## Histoire
| Appartenances historiques Saint-Empire (Ville libre) 1268-1802 Duché de Wurtemberg 1802-1803 Électorat de Wurtemberg 1803–1806 Royaume de Wurtemberg 1806–1871 Empire allemand 1871–1918 République de Weimar 1918–1933 Reich allemand 1933–1945 Allemagne occupée 1945–1949 Allemagne de l'Ouest 1949–1990 Allemagne 1990–présent |

Les premières traces d'agglomération datent du IIe siècle après Jésus Christ alors que les soldats romains construisaient des limes à l'intérieur de cette ville. Ceux-ci restèrent ici jusqu'au IIIe siècle.
La ville faisait partie du territoire du royaume de Wurtemberg sous le nom  de Gmünd.
Pendant la Première Guerre mondiale, il existait un camp de prisonnier français. Le 25 août 1914 y décéda l'artilleur Joseph Bresset, originaire de Caderousse (Vaucluse), blessé le 19 août 1914 à Lindre-Haute. Le 1er septembre 1914 il y avait 6 soldats du 81e RI dont 4 catalans. Ce camp a reçu la visite des délégués Espagnols le 24 novembre 1916 ; il n'y avait à cette date que des prisonniers français : 155 dans le camp, et 329 dans des détachements de travail.

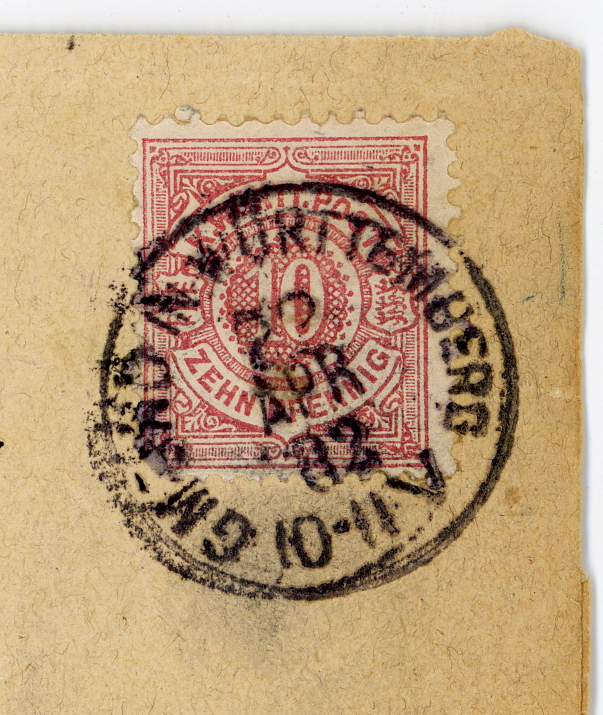
Gmünd sur un timbre du Wurtemberg de 1882.

## Villes jumelées
À Schwäbisch Gmünd, les jumelages avec des villes d’Europe et des États-Unis reposent sur une tradition de plus de 30 ans[évasif]. 

Tout a commencé en 1971 avec le jumelage avec Barnsley dans le South Yorkshire, en Grande-Bretagne. Cinq ans plus tard, c’est Antibes, en France, qui s’est jumelée avec Schwäbisch Gmünd. Antibes compte parmi les cinq communes sur lesquelles s'étend la technopole de Sophia Antipolis. Et en 1991 vinrent se joindre Bethlehem aux États-Unis et Székesfehérvár en Hongrie. Le jumelage le plus récent a été établi en 2001 avec Faenza en Italie.

## Industrie locale
La ville accueille, en plus d'un grand nombre d'orfèvres, des entreprises du secteur automobile, comme Robert Bosch Automotive Steering, ou du secteur des cosmétiques, comme Weleda.

## Personnalités
- Carina Vogt, première championne olympique de saut à ski[1].
- Richard Vogt, pilote et ingénieur aéronautique allemand.
- Peter Zeidler, entraîneur allemand.